# ریسرچ، ویکتوریا
ریسرچ (به انگلیسی: Research) یک منطقهٔ مسکونی در استرالیا است که در ویکتوریا (استرالیا) واقع شده‌است.